# Orion Lee
Pour les articles homonymes, voir Lee.
Orion Lee est un acteur et producteur britannique né à Londres en Angleterre.

## Filmographie

### Producteur
- 2017 : England is Mine
- 2017 : The Hungry
- 2017 : Anna et l'apocalypse
- 2018 : Dead in a Week (Or Your Money Back)
- 2018 : Only You
- 2020 : Zero

### Acteur

#### Cinéma
- 2010 : Macbeth No More : Big Mac
- 2012 : Portraits of London : Jonathan
- 2012 : Skyfall : le barman de Shanghai
- 2012 : Formalities
- 2013 : Happy Birthday Cindy Wei : Michael
- 2014 : The Expert : Anderson
- 2014 : Le Monde de Nathan : Deng Laoshi
- 2014 : Panic : Yi
- 2014 : Fury : le soldat fatigué
- 2015 : Narcopolis : M. Chang
- 2015 : M.L.E. : Sebastian
- 2016 : The Sea, the God, the Man : le fils
- 2017 : Justice League : le scientifique du Star Labs
- 2017 : Star Wars, épisode VIII : Les Derniers Jedi : Suday Bascus
- 2018 : Dead in a Week (Or Your Money Back) : Lawrence
- 2018 : Vengeance : Burke
- 2018 : Catacombe : Charlie Yuen
- 2018 : Only You d'Harry Wootliff : Eddie
- 2018 : Pommel : M. Ang
- 2019 : Vanish in Smoke
- 2019 : First Cow : King-Lu
- 2020 : Cassette : Edward Lee

#### Télévision
- 2012 : Affaires non classées : Dr Olivier Matthews (2 épisodes)
- 2013 : Dates : Tony (2 épisodes)
- 2013 : Run : Andy (1 épisode)
- 2015 : EastEnders : l'obstétricien (1 épisode)
- 2015 : Le Code du Tueur : Jack Wu (1 épisode)
- 2015 : Tyrant : l'ambassadeur Zhang (4 épisodes)
- 2016 : DCI Banks : Chang Li (2 épisodes)
- 2018 : Strangers : Allen Ma (2 épisodes)
- 2018 : Informer : Jin Weijun (3 épisodes)
- 2019 : Chimerica : Tang Wen Lei (3 épisodes)
- 2019 : Warrior : Po (1 épisode)
- 2022 : Bump : Karl (2 épisodes)
- 2024 : Rematch : P.C. (6 épisodes)

#### Jeu vidéo
- 2012 : 007 Legends : M. Ling et M. Moonraker
- 2023 : The Pirate Queen : Cheung Po Tsai